# Hilyotrogus ochraceosericeus
Hilyotrogus ochraceosericeus är en skalbaggsart som beskrevs av Moser 1913. Hilyotrogus ochraceosericeus ingår i släktet Hilyotrogus och familjen Melolonthidae. Inga underarter finns listade i Catalogue of Life.